# Division 1 i amerikansk fotboll 2009
Division 1 2009 var den näst högsta serien i amerikansk fotboll för herrar i Sverige säsongen 2009. Serien spelades 3 maj - 23 augusti 2008 och vanns av Kristianstad C4 Lions. Lagen möttes i dubbelmöten hemma och borta. Vinst gav 2 poäng, oavgjort 1 poäng och förlust 0 poäng.
De två bästa lagen gick vidare till Superserie kval mot de två sämst placerade lagen i  Superserien.

## Tabell
| Nr | Lag                   | S | V | O | F | GP  | IP  | P  |
| -- | --------------------- | - | - | - | - | --- | --- | -- |
| 1  | Kristianstad C4 Lions | 8 | 8 | 0 | 0 | 203 | 96  | 16 |
| 2  | Uppsala 86ers         | 8 | 5 | 0 | 3 | 148 | 123 | 10 |
| 3  | Ystad Rockets         | 8 | 3 | 1 | 4 | 97  | 123 | 7  |
| 4  | Örebro Black Knights  | 8 | 2 | 0 | 6 | 73  | 146 | 4  |
| 5  | Jamtland Republicans  | 8 | 1 | 1 | 6 | 85  | 118 | 3  |

S = Spelade matcher; V = Vunna matcher; O = Oavgjorda matcher; F = Förlorade matcher

GP = Gjorda poäng; IP = Insläppta poäng; P = Poäng

     – Superseriekval.

     – Nedflyttningskval.

- Göteborg Marvels drog sig ur

## Matchresultat
|                       | JR    | C4    | U86   | YR    | ÖBK   |
| --------------------- | ----- | ----- | ----- | ----- | ----- |
| Jamtland Republicans  | -     | 7-14  | 6-21  | 13-13 | 12-15 |
| Kristianstad C4 Lions | 17-13 | -     | 45-7  | 30-27 | 14-7  |
| Uppsala 86ers         | 24-13 | 7-21  | -     | 28-0  | 31-7  |
| Ystad Rockets         | 7-0   | 16-31 | 18-9  | -     | 9-0   |
| Örebro Black Knights  | 7-21  | 12-31 | 13-21 | 12-7  | -     |

## Kval till Superserien 2010
|  | 12 september 2009 | Arlanda Jets | 44–10 | Uppsala 86ers | Midgårdsvallen |  |
|  |                   |              |       |               |                |  |
|  |                   |              |       |               |                |  |
|  |                   |              |       |               |                |  |

|  | 13 september 2009 | STU Northside Bulls | 36–11 | Kristianstad C4 Lions | Bergshamra IP |  |
|  |                   |                     |       |                       |               |  |
|  |                   |                     |       |                       |               |  |
|  |                   |                     |       |                       |               |  |

## Kval till Division 1 2010
|  | 12 september 2009 | Jamtland Republicans | 0–32 | Westerbotten Huskies | Hofvallen |  |
|  |                   |                      |      |                      |           |  |
|  |                   |                      |      |                      |           |  |
|  |                   |                      |      |                      |           |  |

|  |  | Göteborg Marvels | 0–1 (W.O.) | Carlstad Crusaders B |  |  |
|  |  |                  |            |                      |  |  |
|  |  |                  |            |                      |  |  |
|  |  |                  |            |                      |  |  |